# Żytno
Żytno ist ein Dorf und Sitz der gleichnamigen Gemeinde im Powiat Radomszczański der Woiwodschaft Łódź, Polen.

## Gemeinde
Zur Landgemeinde Gomunice gehören 24 Ortsteile mit einem Schulzenamt:
Borzykowa
Borzykówka
Budzów
Ciężkowiczki
Czechowiec
Grodzisko
Kozie Pole
Łazów
Maluszyn
Mała Wieś
Mosty
Pągów
Pierzaki
Polichno
Pukarzów
Rędziny
Rogaczówek
Sady
Sekursko
Silnica
Silniczka
Sudzinek
Żytno
Weitere Ortschaften der Gemeinde sind:
Barycz
Brzeziny
Bugaj
Czarny Las
Czech
Ewina
Ferdynandów
Folwark
Fryszerka
Ignaców
Jacków
Jatno
Kąty
Kępa
Kolonia Czechowiec
Magdalenki
Nurek
Pławidła
Rędziny (kolonia)
Sowin
Sudzin
Turznia
Wymysłów
Załawie